# Amore dopo amore (singolo)
Amore dopo amore è un singolo di Renato Zero pubblicato nel 1998.
Questa pubblicazione è un "box" contenente 4 CD singoli (ognuno con due tracce, una dall'album Amore dopo amore e una inedita) già usciti in precedenza e ripubblicati tutti assieme in questo mini album. Il primo CD contiene L'impossibile vivere e Il mercante di stelle. Il secondo CD contiene la famosissima Cercami e Appena in tempo. Il terzo CD contiene Dimmi chi dorme accanto a me e L'eterna sfida. Il quarto ed ultimo CD, invece, contiene La pace sia con te e Poesia Poesia..

## Copertina
La copertina di questo singolo è costituita dalle altre quattro copertine dei CD dei brani contenuti in questo mini-album.

## Tracce

### CD 1
1. L'impossibile vivere – 4:03
2. Il mercante di stelle – 3:46 – Inedito

### CD 2
1. Cercami – 5:44
2. Appena in tempo – 6:18 – Inedito poi pubblicato nell'album Amore dopo amore, tour dopo tour

### CD 3
1. Dimmi chi dorme accanto a me – 6:17
2. L'eterna sfida – 6:03 – Inedito

### CD 4
1. La pace sia con te – 6:32
2. Poesia poesia – 6:05 – Inedito

## Amore dopo amore...un felice Natale
Amore dopo amore...un felice Natale è la ristampa di questo mini-album in versione natalizia, contiene gli stessi identici brani di questo CD.

### Copertina
La copertina di quest'altro CD invece cambia, anche se i brani sono uguali. La copertina è la foto di un albero di Natale con appese (al contrario delle comuni palle di Natale) quelle famose bocce contenenti fulmini che appaiono nella copertina dell'album Amore dopo amore .